# كوبني
كُوبَنِّي بلدة موريتانية وإحدى بلديات ولاية الحوض الغربي.